# EOLE (foguete)

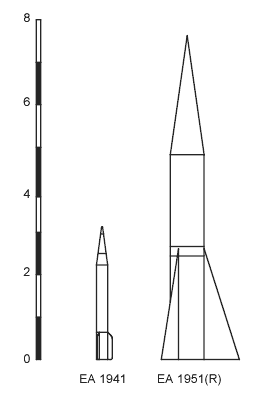
Os foguetes EA 1941 e EA 1951 EOLE

EOLE foi um protótipo de míssil balístico desenvolvido pelo oficial de artilharia francês Jean-Jacques Barré [fr] entre 1946 e 1952.

## Origem
Tudo começou em 1927, quando Jean-Jacques Barré, um tenente de artilharia, em colaboração com Robert Esnault-Pelterie, trabalhou num projeto sobre foguetes movidos a combustível líquido. De 1935 até o início da Segunda Guerra Mundial em 1939, ele trabalhou numa arma antiaérea chamada "foguete concha", movido por uma combinação de benzeno com tolueno e peróxido de nitrogênio. Com 1,8 m de altura e 12 cm de diâmetro, 16 kg, seu motor produzia 0,7 kN de empuxo.
Em 1940, envolvido no esforço de guerra, Barré propôs, não só o desenvolvimento de armamentos baseados em foguetes, mas também foguetes de sondagem. Em 1941, o Ministério da Guerra ordenou o desenvolvimento e produção de 22 desses foguetes movidos a combustível líquido, com a especificação de ser capaz de lançar uma carga útil de 25 kg a 100 km de distância. Para isso, Barré adotou os combustíveis que Pelterie já vinha usando com sucesso: benzina e oxigênio líquido. Os tanques de combustível eram concêntricos, com o oxigênio líquido no centro, o motor era alimentado por nitrogênio sob pressão, o empuxo estimado era de 10 kN. Esse foguete recebeu o codinome de EA 1941.
Testes estáticos foram realizados entre 1941 e 1942, obtendo empuxos entre 6 e 8 kN. Alguns poucos testes em voo foram feitos na Argélia, mas a guerra prejudicou bastante o programa. Depois da liberação da França os testes voltaram a ser programados em solo francês, no campo de La Renardière, perto de Toulon. Esses foguetes, tinham 3,13 m de altura, 26 cm de diâmetro e massa total de 100 kg. Estabilizado por três aletas, era lançado a partir de uma rampa de 16 m. O primeiro lançamento ocorreu em 15 de março de 1945, vários outros se sucederam até julho de 1946, todos com algum tipo de problema.

## Desenvolvimento
Jean-Jacques Barré continuou o seu trabalho no Laboratoire de Recherches Balistiques et Aeronautiques (LRBA), criado em 1946. Lá ele desenhou um novo foguete de codinome EA 1946, inicialmente, o objetivo era aumentar os conhecimentos nessa área, mas serviu também para a obtenção de um míssil de longo alcance (300 kg de carga útil e 1 000 km de alcance). Esse foguete foi rapidamente renomeado para EOLE (sigla de Engin fonctionnant à l'Oxygène Liquide et à l'Ether de pétrole; "Engenho usando Oxigênio Líquido e Benzina"). Ele tinha 11 m de altura, 80 cm de diâmetro e 3,4 toneladas na decolagem com 100 kN de empuxo. As configurações de tanques concêntricos e alimentação do motor por Nitrogênio pressurizado do EA 1941 foram mantidas.
Dois testes estáticos foram efetuados em 1949 e 1950,tendo esse último resultado numa explosão que destruiu a base de lançamento, depois desse acidente, foi tomada a decisão de reformular o projeto. A benzina foi substituída por álcool etílico, o novo modelo recebeu o codinome de EA 1951, a sigla EOLE foi mantida (mas passando a significar "Engenho usando Oxigênio Líquido e Álcool Etílico"). Nesse novo modelo, os tanques de combustível concêntricos foram substituídos por tanques em série (um sobre o outro). O primeiro teste estático desse modelo ocorreu em dezembro de 1950, seguido por mais seis até setembro de 1951, e mais três com veículos completos entre março e outubro de 1951. Nesses casos, empuxos de mais de 90 kN foram obtidos.

## Final
O empuxo nominal de 100 kN previsto para este modelo, seria insuficiente para estabilizar um foguete pesando mais de 3 toneladas. Para tentar solucionar o problema, duas alternativas foram consideradas: um conjunto de foguetes auxiliares movidos a combustível sólido ou uma solução mecânica com mesa de lançamento rotativa, mas nenhuma delas estava disponível para os primeiros testes em voo. Para não prejudicar esses testes, decidiram usar apenas 2/3 da capacidade dos tanques, reduzindo a massa total na decolagem para 1 788 kg, sendo 1 090 de combustível. O foguete não era guiado, mas sim estabilizado aerodinamicamente por 3 aletas triangulares. Os dois voos de teste que se seguiram em 1952 a partir de Hamaguir, resultaram em falha, com as aletas se desintegrando quando a velocidade do foguete cruzava a barreira do som.
O projeto EOLE foi cancelado em dezembro de 1952, assim como os trabalhos de desenvolvimento sobre motores usando oxigênio líquido. Daquela época em diante, os motores movidos a combustível líquido franceses passaram a usar combustíveis que pudessem ser armazenados à temperatura ambiente. Essa prática se manteve até
recentemente com a saída de serviço dos foguetes da série Ariane 4 em 2003.